# Flood (Produzent)
Flood, eigentlich Mark Ellis (* 16. August 1960 in Manchester, Großbritannien) ist ein britischer Toningenieur und Musikproduzent, der unter anderem mit Depeche Mode, Thirty Seconds to Mars, U2, Erasure und den Nine Inch Nails gearbeitet hat.

## Leben
Noch als Bassist der britischen Mod-Band The Lambrettas begann er 1978 in den Londoner Morgan Studios eine Ausbildung zum Toningenieur. Der Name Flood hat seinen Ursprung in dieser Zeit. Ellis war im Studio dafür bekannt, die Künstler und Techniker ständig mit Tee zu versorgen, während sein Kollege dies nicht tat und die beiden daher von Chris Tsangarides bei Aufnahmen für The Cure die Spitznamen Flood = ‚Flut‘ und Drought (drought = ‚Dürre‘) erhielten. Weitere Stationen seiner Ausbildung waren das Marcus Studio und die Trident Studios. Er schloss seine Ausbildung 1981 als Assistenzingenieur des von Martin Hannett für New Order produzierten Albums Movement ab. 1982 betreute er das Debütalbum With Sympathy von Ministry. In der Folge arbeitete er als Toningenieur für das Label Some Bizarre für deren Künstler Soft Cell, Marc and the Mambas, Psychic TV und Cabaret Voltaire, bevor er zum Label Mute wechselte.
Für Mute war er als Toningenieur und später auch als Produzent tätig. Zu seinen ersten Arbeiten als Produzent zählen 1985 The Firstborn is Dead für Nick Cave and the Bad Seeds und 1986 Wonderland für Erasure.
1987 erreichte Flood den kommerziellen Durchbruch mit seiner Mitarbeit als Toningenieur an dem Album The Joshua Tree der irischen Band U2 an der Seite des Produzenten Brian Eno. Danach folgten Arbeiten als einer der zahlreichen Produzenten für Nine Inch Nails (Pretty Hate Machine), Depeche Mode (Violator) und Pop Will Eat Itself (This is the Day). 1993 produzierte er an der Seite von Brian Eno das Album Zooropa von U2.
Er produzierte eine Vielzahl verschiedener Veröffentlichungen von Bands wie den Nine Inch Nails, Depeche Mode, den Smashing Pumpkins, PJ Harvey, den Sneaker Pimps, a-ha, Placebo, The Killers, Sigur Rós und Glasvegas.
Flood gilt als vielseitiger Produzent ohne auf ein Genre festgelegt zu sein. Er betreute Alben aus den Genres Post-Punk, Synthie-Pop, Industrial Rock und gilt daher als einer der Wegbereiter des Sounds für Alternative Rock. Neben seinem eigenen Studio The Bedroom betreibt er zusammen mit Alan Moulder seit 2008 das aus den Morgan Studios hervorgegangene Assault & Battery 2 Studio in London.

## Diskografie (Auswahl)
- 1982: Torment & Torreros, Marc and the Mambas (Some Bizzarre)
- 1984: Micro-Phonies, Cabaret Voltaire (Some Bizzarre)
- 1985: The Firstborn Is Dead, Nick Cave (Mute)
- 1986: Wonderland, Erasure (Mute)
- 1987: The Circus, Erasure (Mute)
- 1989: Pretty Hate Machine, Nine Inch Nails (TVT)
- 1989: This Is the Day, Pop Will Eat Itself (RCA)
- 1989: Soundclash, Renegade Soundwave (Mute)
- 1990: Violator, Depeche Mode (Mute)
- 1992: Broken, Nine Inch Nails (TVT)
- 1993: Songs of Faith and Devotion, Depeche Mode (Mute)
- 1993: Zooropa, U2 (Island)
- 1994: The Downward Spiral, Nine Inch Nails (TVT)
- 1995: Mellon Collie and the Infinite Sadness, Smashing Pumpkins (Virgin)
- 1995: To Bring You My Love, PJ Harvey (Island)
- 1997: POP, U2 (Island)
- 2000: MACHINA/The Machines of God, Smashing Pumpkins (Virgin)
- 2000: Loveboat, Erasure (Mute)
- 2004: Any Minute Now, Soulwax (PIAS / Rough Trade)
- 2005: Analogue, a-ha (Universal)
- 2006: Meds, Placebo (Virgin)
- 2006: Sam's Town, The Killers (Island)
- 2008: Með suð í eyrum við spilum endalaust, Sigur Rós (XL / EMI)
- 2009: In This Light and on This Evening, Editors
- 2009: This Is War, Thirty Seconds to Mars (EMI)
- 2010: Let England Shake, PJ Harvey
- 2011: Euphoric///Heartbreak \\\, Glasvegas